# Hidra (île)
Hidra (historiquement appelé Hitterø) est la plus grande île du comté d'Agder, au sud de la péninsule de Norvège, à l'ouest de l'ile Andabeløya. L'île se trouve dans la municipalité de Flekkefjord, au sud de la côte continentale, séparée par le détroit d'Hidrasund de 350 m de large et le Listafjorden (en). L'île compte environ 500 habitants (en 2015), vivant principalement du côté ouest de Kirkehavn (en), où se trouve l'église Hidra. Le village de Rasvåg (en) est un autre village principal du côté sud de l'île. En 2007, le gouvernement norvégien a étudié la possibilité de construire un tunnel sous-marin pour relier l'île au continent sans ferry, mais cela a été jugé trop coûteux pour le petit bénéfice. L'île était le centre de l'ancienne municipalité de Hidra qui exista de 1893 à 1965.

## Description
L'île est presque entièrement granitique avec quelques dépôts morainiques. La partie intérieure de l'île est beaucoup plus hospitalière, avec des chênes et d'autres arbres à feuilles caduques. L'île est presque divisée en deux moitiés par le Rasvågfjorden, et le canal Eie a été construit à travers l'isthme restant afin que les petits bateaux puissent passer tout le long. La pêche et l'élevage du saumon est la principale ressource de l'île.
Durant la Seconde guerre mondiale, les allemands construisirent des batteries d'artillerie au-dessus de Kirkehavn, car l'île était un emplacement stratégique.

### Nom
La forme en vieux norrois du nom était Hitr donnant le nom d'Hitra, le nom d'une autre commune norvégienne. Le nom est probablement dérivé d'un mot ayant le sens de "split" ou "fente" (faisant référence au fait que l'île est presque divisée en deux par le fjord de Rasvåg). Avant 1918, le nom était orthographié Hitterø.

## Galerie

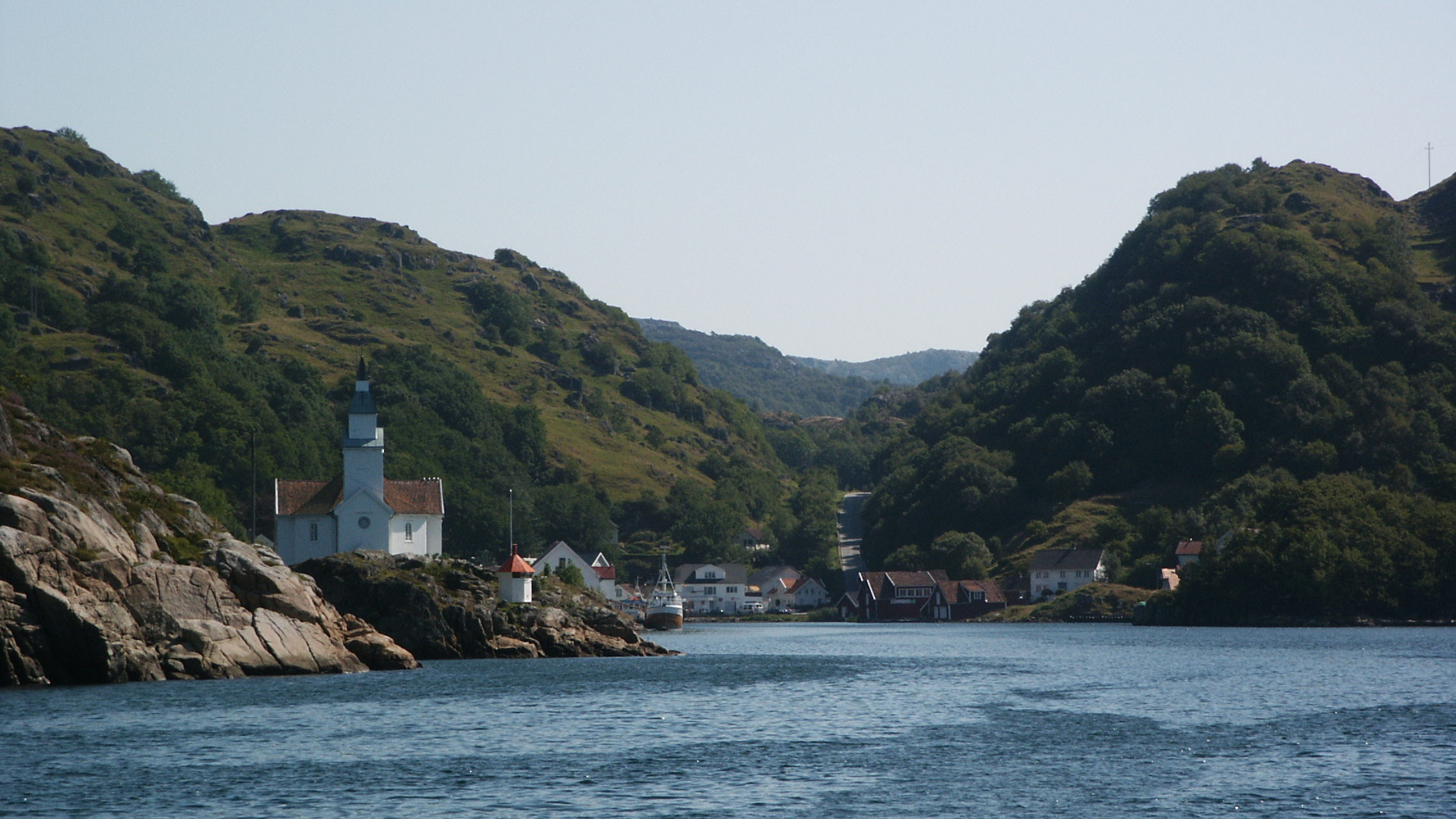
Eglise de Hidra à Kirkehavn
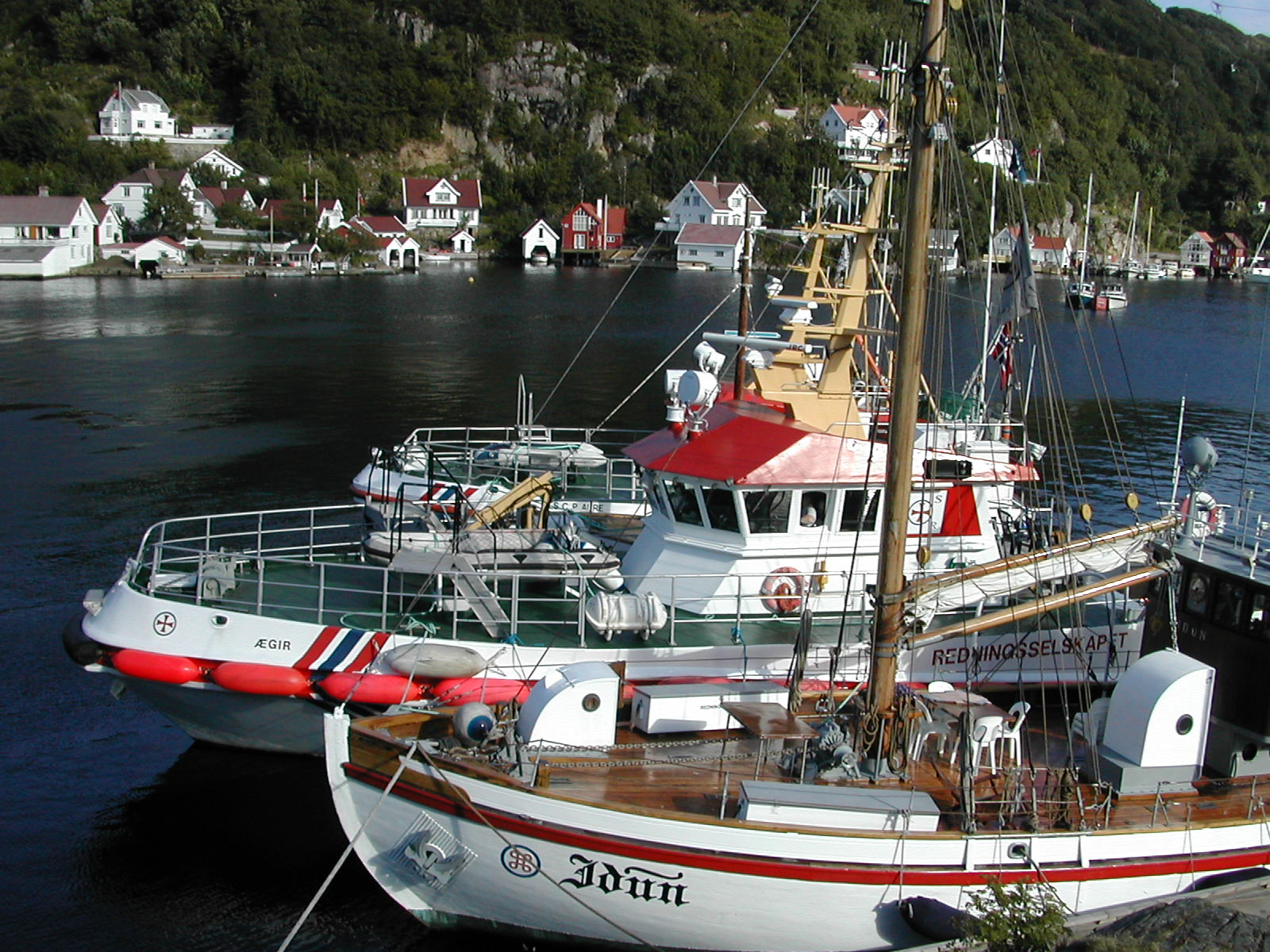
Port de Rasvåg